# The Numbers
The Numbers es un sitio web estadounidense especializado en la taquilla cinematográfica. También lleva a cabo servicios de investigación y pronostica los ingresos de diversos proyectos relacionados con el séptimo arte. Lanzado en 1997 por Bruce Nash, el sitio emitió 21 de marzo de 2020 emitió un comunicado en el que afirmaba que, debido al cierre de las salas de cine por la pandemia del COVID-19, no esperaba producir muchos informes de taquilla a corto plazo a raíz de la emergencia sanitaria mundial.